# Agence guinéenne de presse
L'Agence guinéenne de presse (AGP) est une agence de presse en république de Guinée.

## Historique
L'AGP était dirigé par le gouvernement sous la première république avec Sékou Touré et fournissait des mises à jour quotidiennes aux autres responsables gouvernementaux et au corps diplomatique international. 
La liberté de la presse est venue après le coup d'État d'avril 1984. L'agence est toujours active en 2021.